# Medovoecha
Medovoecha (Russisch: медовуха) is een Russische alcoholische honingdrank, qua samenstelling sterk lijkend op mede. De naam van de drank is afgeleid van het Russische мёд (mëd/mjod:"honing"). Zowel "mede" als "мёд" gaan terug op het Indo-Europese *meddhe, dat honing betekent. Een andere traditionele Russische honingdrank is sbiten', dat warm gedronken wordt.
Medovoecha was in Rusland populair vanaf de vroege Middeleeuwen tot in de 19e eeuw, in tegenstelling tot West-Europa, waar mede vooral in de Middeleeuwen gedronken werd. 
De drank wordt bereid met gegiste vruchtensappen, waarbij later honing en alcohol wordt toegevoegd. Het alcoholgehalte van een klassieke medovoecha varieert van een 10 tot 16 % alcohol, maar er bestaan ook alcoholvrije varianten. Door de gisting ontstaat (net zoals bij de eveneens Russische frisdrank kvas) koolzuur.
De bakermat van de medovoecha is Soezdal, een oude Russische stad, waar zich Ruslands meest bekende en meest traditierijke medovoechafabrikant bevindt. "Суздальский медоваренный завод" (Soezdalski medovarennyj zavod) raakte in de sovjettijd wat in vergetelheid, maar heeft de jongste jaren met de productie van medovoecha in flessen een marktniche opgevuld. 